# 牛汝极
牛汝极（1958年12月—），男，甘肃天水人，中华人民共和国学者，政治人物。现任中国民主促进会中央常委、新疆师范大学副校长，新疆大学西北少数民族研究中心主任，

## 生平
2002年5月当选为民进新疆区委会主委。2018年1月，当选第十三届全国政协委员。

## 社会兼职
第十届、第十一届、第十二届、第十三届全国政协委员，民进新疆区委会四届、五届主任委员

## 著作列表
- 牛汝極. . 烏魯木齊: 新疆人民出版社. 1997.